# سانائه موتوکاوا
سانائه موتوکاوا (انگلیسی: Sanae Motokawa؛ زادهٔ ۲ آوریل ۱۹۹۲) بازیکن بسکتبال اهل ژاپن است.
وی در مسابقات کشوری و بین‌المللی در مجموع برندهٔ ۲ مدال طلا، ۱ مدال برنز شده‌است.